# Hernán Rojo
Hernán Rojo Avendaño (Valparaíso, 13 de julio de 1930 - Santiago, 20 de diciembre de 2012) fue un abogado y político chileno, militante del Partido Demócrata Cristiano (PDC). Fue diputado por el distrito N.°27 y además ejerció como alcalde de la comuna de La Cisterna entre 1996 y 2000.

## Biografía
Realizó sus estudios primarios en Valparaíso, mientras que los secundarios, una parte en su ciudad natal, pero los concluyó en Santiago. Estudió en la Facultad de Derecho de la Universidad de Chile, donde 1959 se graduó como abogado. Posteriormente, realizó un magíster en derecho.
Estuvo radicado por más de cuarenta años en La Cisterna, donde ejerció su profesión en un estudio jurídico. También se entrega a la labor docente en la universidad y además ejerció como Juez de Policía Local de La Cisterna.

## Vida política
A la edad de 12 años, se incorporó a la Falange Nacional y en 1957 ingresó al Partido Demócrata Cristiano (PDC).
En el PDC, desarrolló una vasta labor como presidente comunal de La Cisterna, delegado a la Junta Nacional y vicepresidente de Santiago sur. Durante la dictadura militar, facilitó su casa como sede del partido.
En las elecciones parlamentarias de 1989, fue elegido como diputado por el distrito N.°27, representando a las comunas de La Cisterna, El Bosque y San Ramón, para integrar el XLVIII Período Legislativo (1990-1994).
Durante su período como diputado, fue parte de la comisión de Constituición, Legislación y Justicia, postuló a la reelección en 1993 pero no pudo ser reelegido para otro período.
En 1996, asumió como alcalde de La Cisterna, ejerciendo en el cargo hasta el 6 de diciembre de 2000.
Falleció el 20 de diciembre de 2012, en Santiago.

## Historia electoral

### Elecciones parlamentarias de 1989
- Elecciones parlamentarias de 1989 a Diputado por el distrito 27 (El Bosque, La Cisterna, San Ramón)[1]

| Candidato                  | Pacto                                      | Partido | Votos  | %     | Resultado |
| -------------------------- | ------------------------------------------ | ------- | ------ | ----- | --------- |
| Hernán Rojo Avendaño       | Concertación de Partidos por la Democracia | PDC     | 69 757 | 35,27 | Diputado  |
| Camilo Escalona Medina     | Concertación de Partidos por la Democracia | ILA     | 50 949 | 25,76 | Diputado  |
| Gonzalo Stefani Ruiz       | Democracia y Progreso                      | UDI     | 42 243 | 21,36 |           |
| Pablo Pellegrini Ripamonti | Liberal-Socialista Chileno                 | ILE     | 15 646 | 7,91  |           |
| Sergio Urzúa Aristegui     | Democracia y Progreso                      | RN      | 15 173 | 7,67  |           |
| Daniel Godofredo Castillo  | Alianza de Centro                          | ILD     | 2647   | 1,34  |           |
| Herman Almazán Cavada      | Alianza de Centro                          | ILD     | 1373   | 0,69  |           |

### Elecciones parlamentarias de 1993
- Elecciones parlamentarias de 1993 a Diputado por el distrito 27 (El Bosque, La Cisterna, San Ramón)[2]

| Candidato                  | Pacto                                      | Partido | Votos  | %     | Resultado |
| -------------------------- | ------------------------------------------ | ------- | ------ | ----- | --------- |
| Camilo Escalona Medina     | Concertación de Partidos por la Democracia | PS      | 62 629 | 33,39 | Diputado  |
| Iván Moreira Barros        | Unión por el Progreso de Chile             | UDI     | 52 639 | 28,06 | Diputado  |
| Hernán Rojo Avendaño       | Concertación de Partidos por la Democracia | PDC     | 47 274 | 25,20 |           |
| Pablo Pellegrini Ripamonti | Unión por el Progreso de Chile             | ILB     | 13 043 | 6,95  |           |
| Luis Salinas Valdebenito   | Alternativa democrática de Izquierda       | PCCh    | 7804   | 4,16  |           |
| Juan Valenzuela Vargas     | Alternativa democrática de Izquierda       | PCCh    | 4176   | 2,23  |           |